# Meester van de Fitzwilliam 268

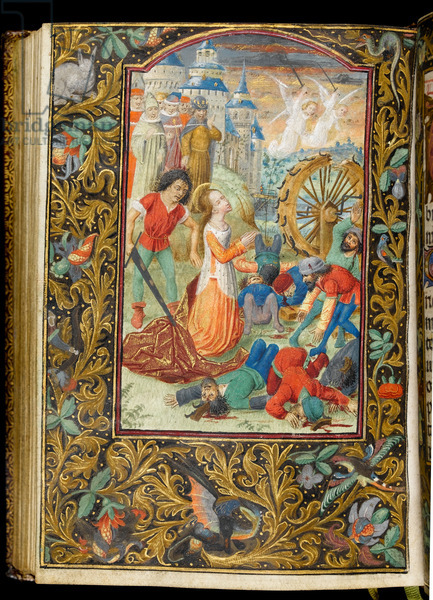
De marteldood van Catharina van Alexandrië, Getijdenboek Fitzwilliam Museum Ms.268.

De Meester van de Fitzwilliam 268 is de noodnaam voor een anoniem gebleven miniaturist die in Brugge werkte in de periode van 1470 - 1480. Hij wordt genoemd naar een getijdenboek van zijn hand dat bewaard wordt in het Fitzwilliam Museum van de Universiteit van Cambridge met als signatuur Ms.268.

## Biografie
Het werk van de meester werd vroeger geassocieerd met de Meester van het gebedenboek van Dresden. Het was Bodo Brinkman, conservator van het Kunstmuseum Basel die in 1992 en 1997 de stijl van de Dresdener meester en de Fitwilliam meester van elkaar onderscheidde. De Meester van de Fitzwilliam 268 zou een medewerker van de Dresdener meester zijn geweest, maar hij zou ook meegewerkt hebben aan de verluchting van manuscripten met andere in Brugge en omgeving gevestigde meesters zoals Willem Vrelant en Simon Marmion. Illustratief hiervoor zijn de Salting-getijden waaraan hij zou hebben gewerkt samen met Vrelant, Marmion en de Dresdener Meester.
De meester zou in zijn werken ook zeer dicht aangeleund hebben bij Lieven van Lathem van wie hij verschillende motieven zou hebben overgenomen.
Een andere artiest waarmee de Meester van de Fitzwilliam 268 zou hebben samengewerkt volgens Brinkmann, is de Meester van Margaret van York. Hij zou bovendien ook een van de kopieën van de Militaire Ordonnanties voor Karel de Stoute hebben gemaakt, een opdracht die werd gecoördineerd door Philippe de Mazerolles.
Bodo Brinkmann en Gregory Clark zijn dan ook de mening toegedaan dat de Meester van de Fitzwilliam 268 vereenzelvigd kan worden met Philippe de Mazerolles die in dezelfde periode in Brugge werkzaam was, maar ze worden daarin zeker niet door alle kunsthistorici gevolgd.

## Toegeschreven werken

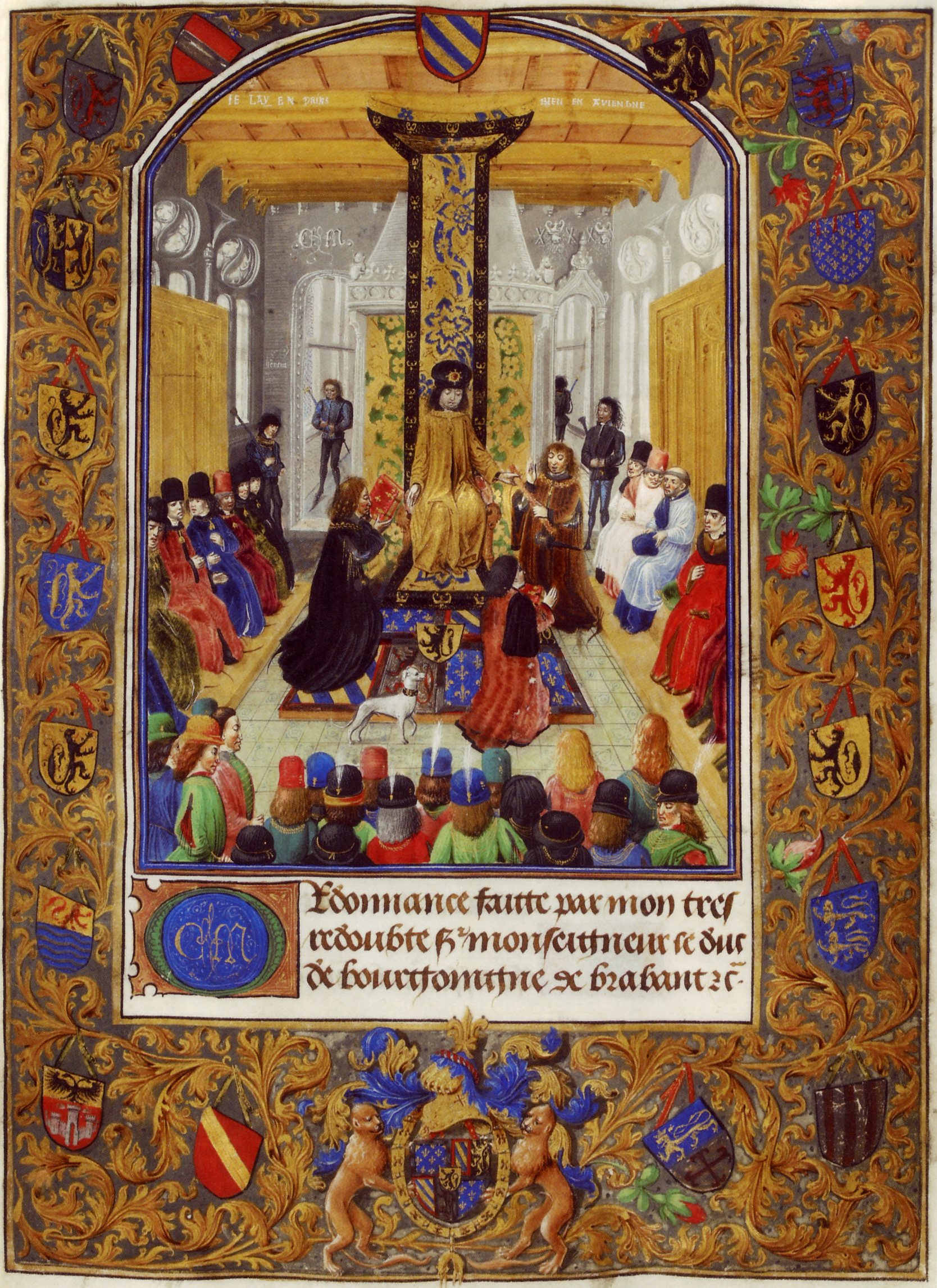
Militaire Ordonnanties van Karel de Stoute, British Library.

- Getijdenboek, omstreeks 1475, 15 miniaturen van de hand van de meester, Fitzwilliam Museum, Ms.268
- De kopie van de verzamelde werken van Vergilius van Jan Crabbe, de bibliofiele abt van de Ter duinen abdij in Koksijde  omstreeks 1473, in samenwerking met de Meester van het gebedenboek van Dresden, Holkham Hall, 1 miniatuur in Ms.311, vol.1
- Militaire Ordonnanties van Karel de Stoute, ca. 1475, British Library, Add. 36619
- Salting-getijden, ca. 1475, met van de hand van de meester 2 miniaturen, de aankondiging aan de herders en de opdracht in de tempel en de margeversiering van negen andere. Victoria and Albert Museum, ms. Salting 1221 / L2384-1910
- De Rustican of livre des prouffitz champestres et ruraulx van Pietro de' Crescenzi, rond 1470, Morgan Library and Museum, New York, M.232
- Li Fet des Romains , (de handelingen van de Romeinen); de kopie van Anton van Bourgondië, Kasteel Weissenstein, Pommersfelden, Ms.310
- Gulbenkian-getijden, in samenwerking met Meester van het gebedenboek van Dresden en  Willem Vrelant, 4 van de 11 miniaturen, Museu Calouste Gulbenkian, Lissabon, Ms.LA144
- Tenschert-getijden, 13 miniaturen, bibliotheek Heribert Tenschert, Ramsen